# Лагольм (комуна)
Комуна Лагольм (швед. Laholms kommun) — адміністративно-територіальна одиниця місцевого самоврядування, що розташована в лені Галланд на західному узбережжі Швеції.
Адміністративний центр комуни — місто Лагольм.
Лагольм 128-а за величиною території комуна Швеції. 

## Населення
Населення становить 23 494 чоловік (станом на вересень 2012 року). 
| Кількість населення комуни Лагольм за 1970-2010 роки | Кількість населення комуни Лагольм за 1970-2010 роки | Кількість населення комуни Лагольм за 1970-2010 роки | Кількість населення комуни Лагольм за 1970-2010 роки | Кількість населення комуни Лагольм за 1970-2010 роки |
| ---------------------------------------------------- | ---------------------------------------------------- | ---------------------------------------------------- | ---------------------------------------------------- | ---------------------------------------------------- |
| Рік                                                  |                                                      |                                                      | Населення                                            |                                                      |
| 1970                                                 | 1970                                                 |                                                      | 18 683                                               | 18 683                                               |
| 1975                                                 | 1975                                                 |                                                      | 19 830                                               | 19 830                                               |
| 1980                                                 | 1980                                                 |                                                      | 21 059                                               | 21 059                                               |
| 1985                                                 | 1985                                                 |                                                      | 21 462                                               | 21 462                                               |
| 1990                                                 | 1990                                                 |                                                      | 22 661                                               | 22 661                                               |
| 1995                                                 | 1995                                                 |                                                      | 23 120                                               | 23 120                                               |
| 2000                                                 | 2000                                                 |                                                      | 22 747                                               | 22 747                                               |
| 2005                                                 | 2005                                                 |                                                      | 23 037                                               | 23 037                                               |
| 2010                                                 | 2010                                                 |                                                      | 23 390                                               | 23 390                                               |
| Джерело: SCB                                         |                                                      |                                                      |                                                      |                                                      |

## Населені пункти
Комуні підпорядковано 14 міських поселень (tätort) та 13 сільських (småort), більші з яких:
- Лагольм (Laholm)
- Меллбюстранд (Mellbystrand)
- Веінге (Veinge)
- Кнеред (Knäred)
- Воксторп (Våxtorp)
- Лілля-Тьєрбю (Lilla Tjärby)
- Валльберга (Vallberga)
- Геневад (Genevad)
- Скуммеслевсстранд (Skummeslövsstrand)

## Галерея

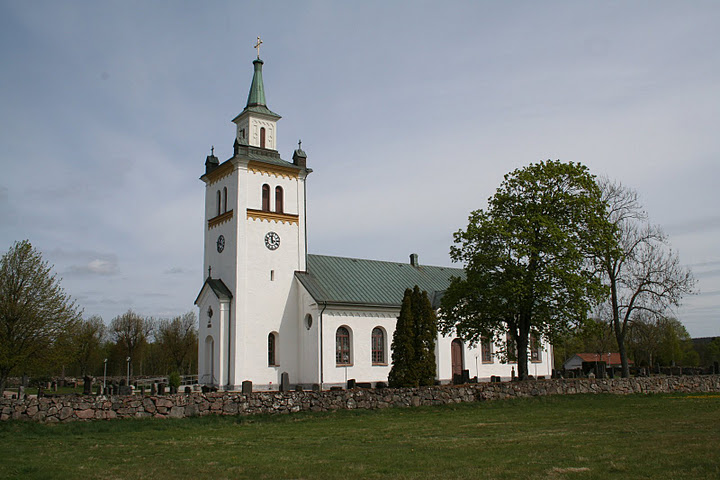
Церква (Кнеред)
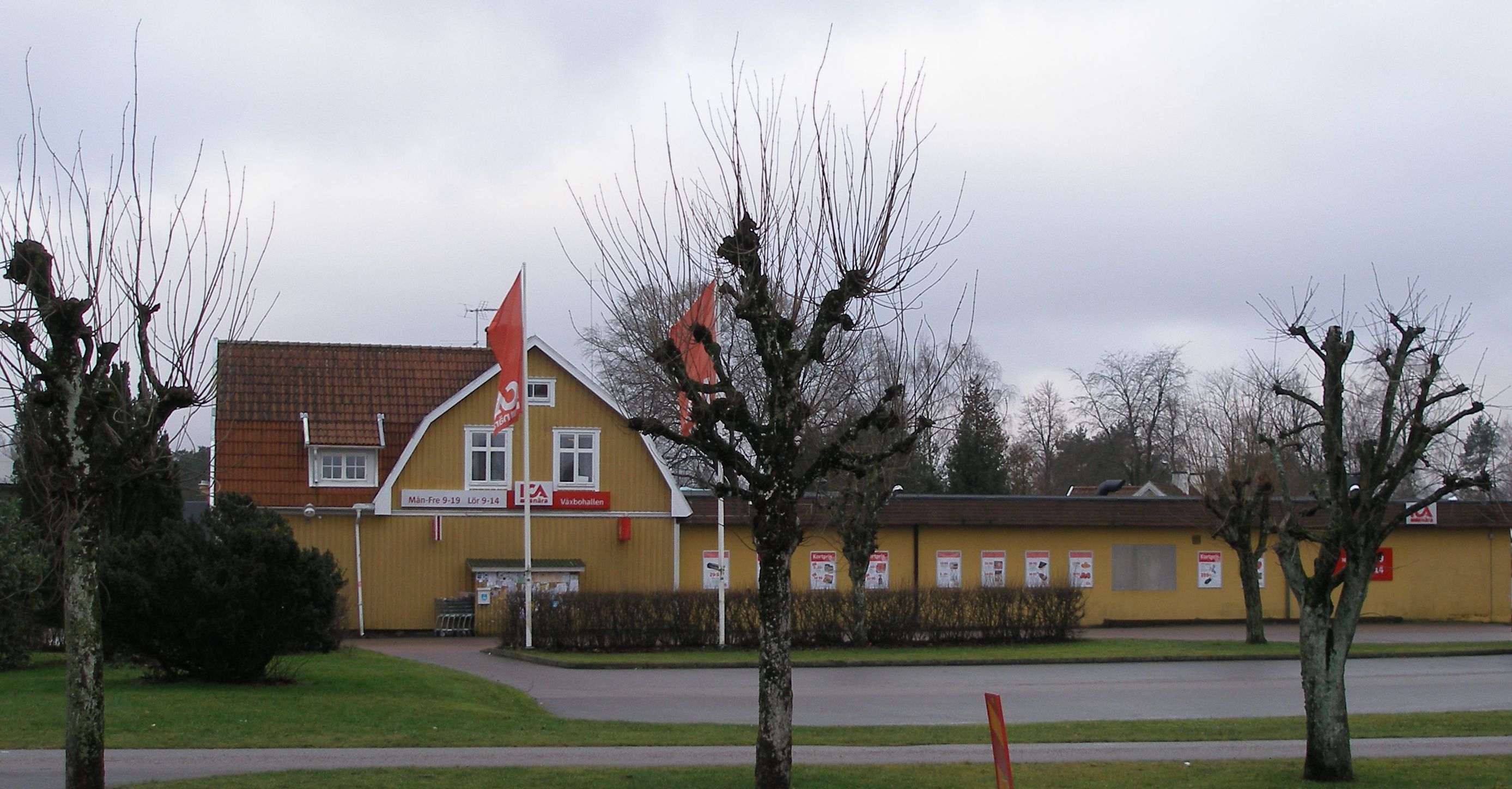
Містечко Воксторп
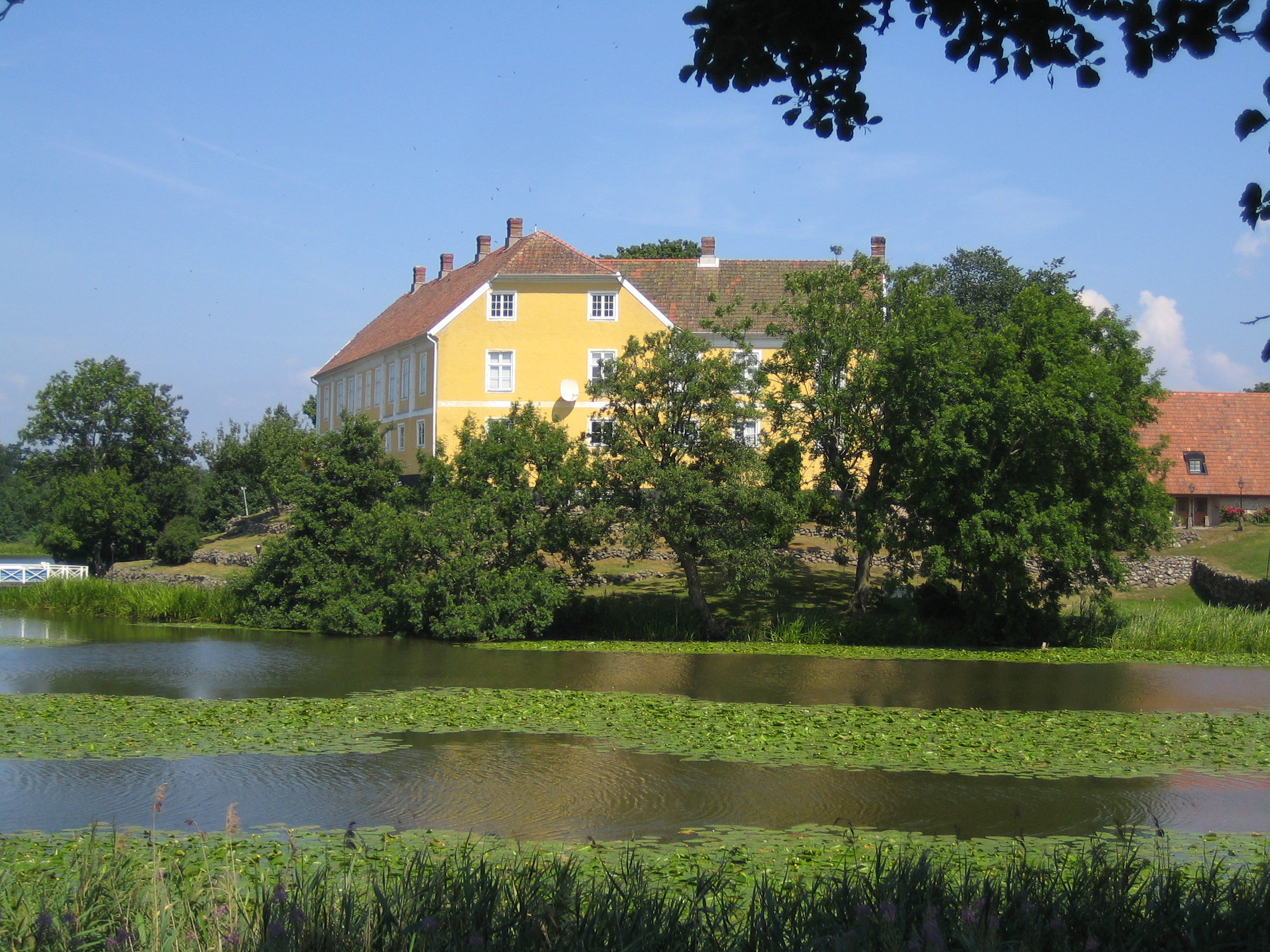
Замок Валлен
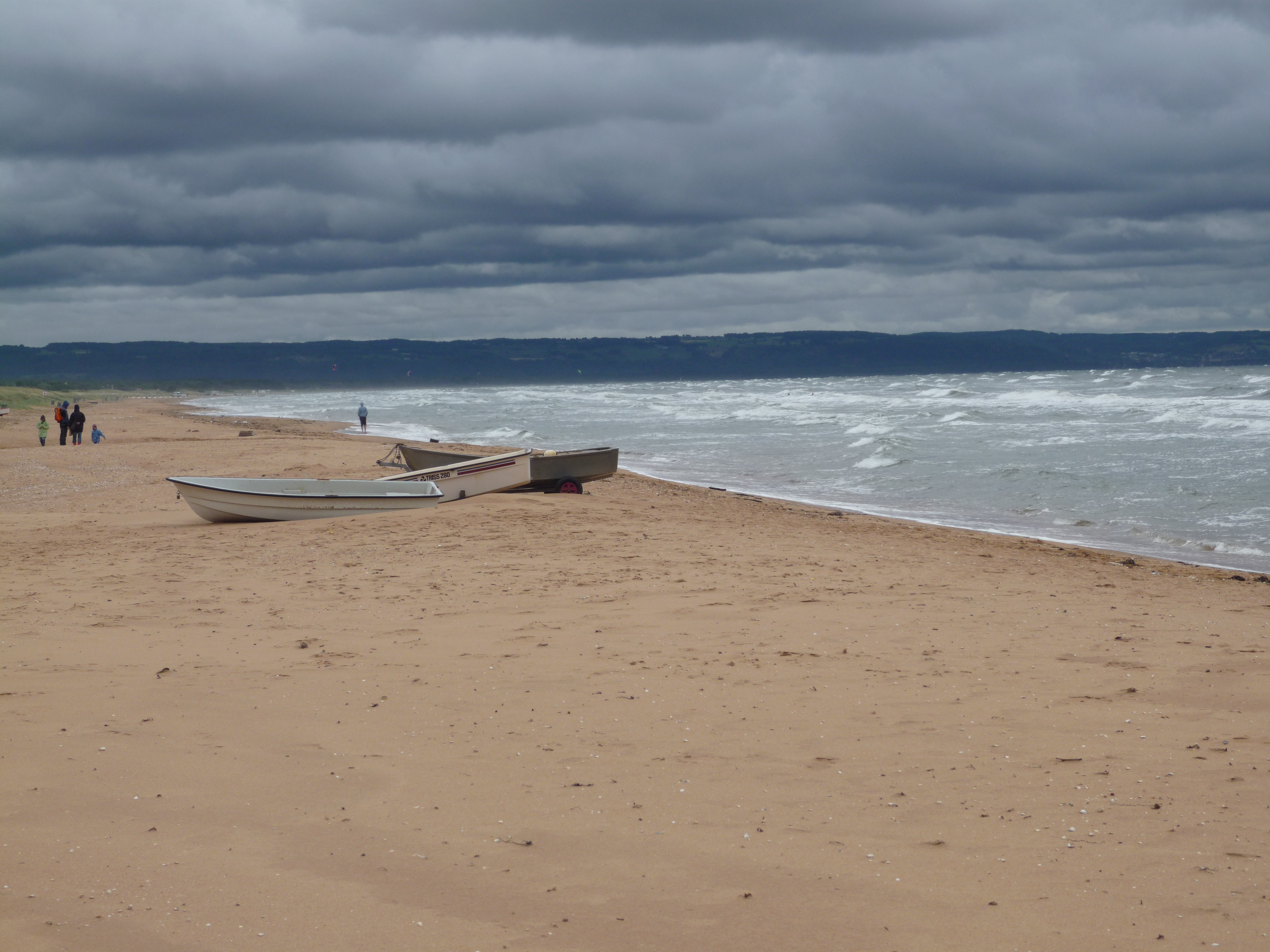
Мелльбюстранд

## Виноски
1. ↑  Folkmangd i riket, lan och kommuner (шв.) . Центральне бюро статистики Швеції. Архів оригіналу за 20 серпня 2013. Процитовано 27 січня 2013.